# Phyllophorus occidentalis

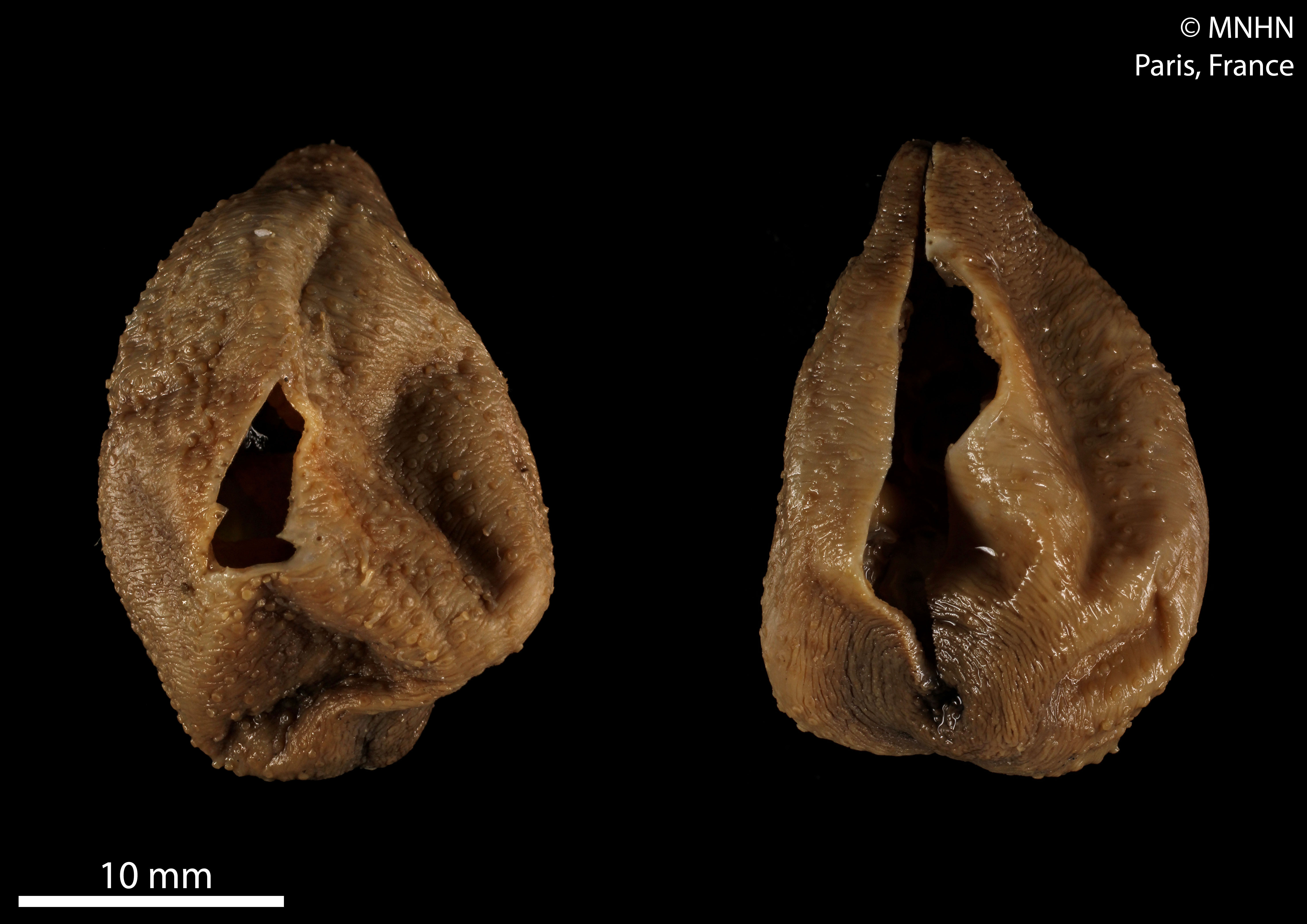
Euthyondiella occidentalis

Phyllophorus occidentalis är en sjögurkeart som först beskrevs av Ludwig 1875.  Phyllophorus occidentalis ingår i släktet Phyllophorus och familjen svanssjögurkor. Inga underarter finns listade i Catalogue of Life.